# Robert Obrist

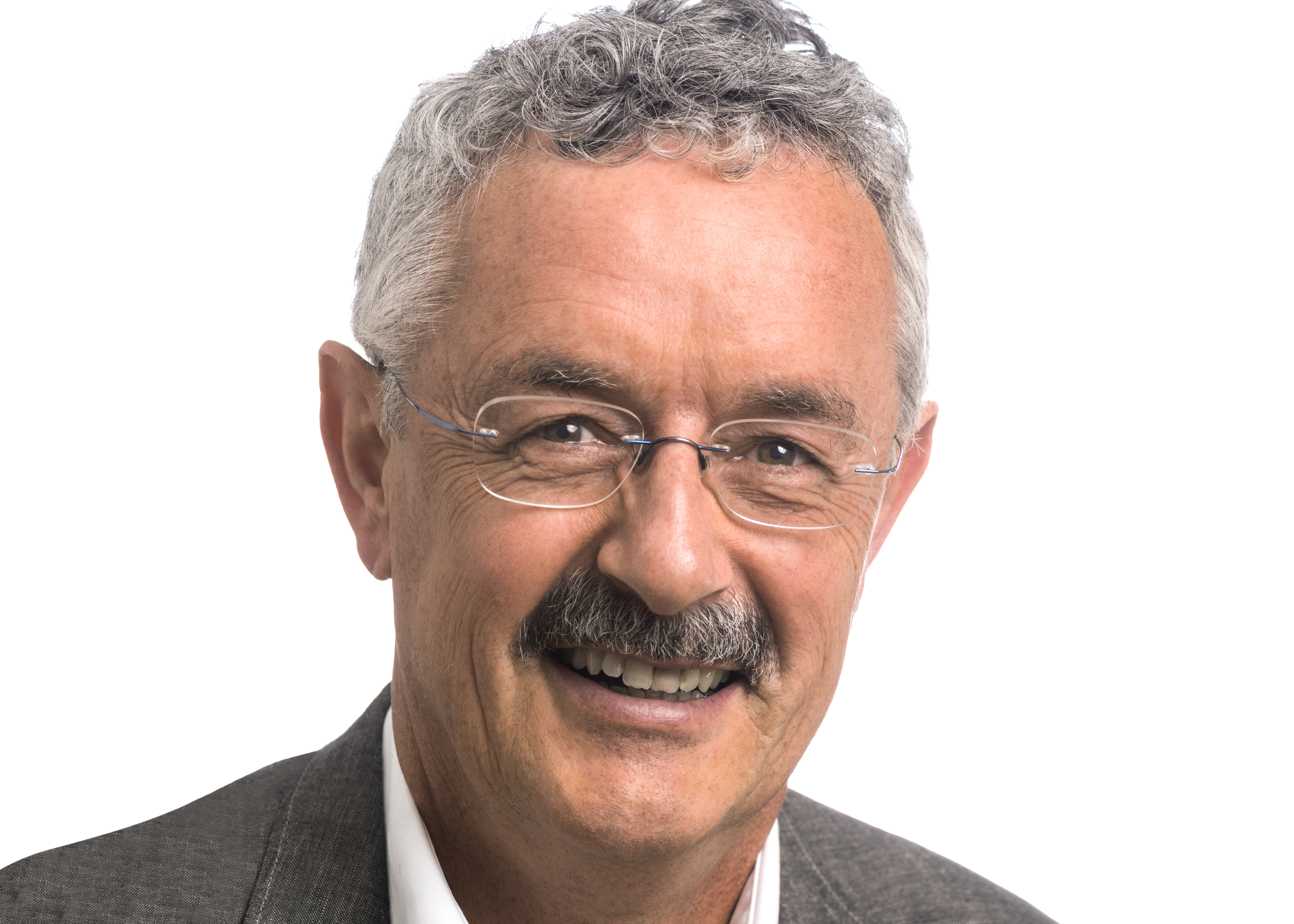
Robert Obrist (2016)

Robert Obrist (* 27. Februar 1958; † 11. Februar 2025) war ein Schweizer Politiker (Grüne) und vom 7. Januar 2014 bis 31. Dezember 2024 Mitglied des Aargauer Grossrates.

## Ausbildung und Beruf
Obrist schloss sein Studium an der ETH Zürich im Jahr 1984 als Agronom (Dipl. Ing. Agr.) in der Fachrichtung Pflanzenbau ab. Danach arbeitete er für den Kanton Aargau. Ab 1986 war er Leiter der Fachstelle für umweltschonenden Pflanzenbau des Kantons Solothurn. 1989 übernahm er die Leitung der kantonalen Zentralstelle für Pflanzenschutz im Kanton Aargau. Ab 1994 war er Leiter der Aargauer Fachstelle für Biolandbau. Von 2000 bis 2009 bewirtschaftete Robert Obrist im Nebenerwerb 1,4 ha Reben gemäss den Richtlinien von Bio Suisse und war teilzeitlich Mitarbeiter beim Forschungsinstitut für biologischen Landbau (FiBL) in Frick. Von 2008 bis 2021 war er dort Leiter des Departements Beratung und Bildung. Während einiger Jahre war er Pächter des Rebbergs am Schloss Wildegg, dort produzierte er Weissweine wie Solaris, aber auch Pinot Noir.

## Politische Laufbahn
2014 ersetzte Robert Obrist den abgetretenen Grossrat Christoph Brun für den Bezirk Brugg. Obrist vertrat die Grünen während seiner Amtszeit ab 2014 in der Kommission für Aufgabenplanung und Finanzen und ab 2016 zusätzlich in der Geschäftsprüfungskommission. Von 2014 bis 2015 war er zudem Stellvertreter in der Kommission für Volkswirtschaft und Abgaben. Ab 2016 bis zu seinem Tod war er Präsident der Grünen Bezirk Brugg. Auch im Jahr 2016 kandidierte er für die Grünen Aargau für den Sitz von Susanne Hochuli im Aargauer Regierungsrat. Er erreichte 32'946 Stimmen im ersten Wahlgang und schaffte die Wahl nicht.

## Vereinstätigkeit
Obrist war seit 1999 bis zu seinem Tod Geschäftsführender Präsident des Fördervereins Werkstatt Schenkenbergertal. Ausserdem war er ab 2011 Mitglied der Regionalkonferenz Jura-Ost und Vorsitzender von deren Fachgruppe für sozioökonomisch-ökologische Wirkungsstudien. Zudem war er Mitglied des Patronatskomitees des Naturzentrums am Klingnauer Stausee. Von 1993 bis 2007 war er Präsident der Weinbaugenossenschaft Schinznach.

## Privates
Robert Obrist wohnte in Schinznach Dorf und hatte eine Tochter.